# Прапор Горішньої Вигнанки
Прапор Горішньої Вигнанки — офіційний символ села Горішня Вигнанка, Чортківського району Тернопільської області, затверджений 4 вересня 2023 року рішенням сесії Чортківської міської ради.
Автори — А. Гречило та О. Лісниченко.

## Опис
Квадратне жовте полотнище, на якому три червоні троянди з жовтими осердями та зеленими листочками (2:1); з верхнього краю до середини прапора йде зелений клин, на якому виходить біла кінська голова.

## Зміст
Голова коня уособлює вигони та пасовища, на яких місцеві мешканці займалися вирощуванням худоби та коней. Три троянди вказують на розташування села біля Чорткова, «вгорі» від міста, оскільки колишня Нижня Вигнанка вже давно увійшла в його межі.